# Dommersbach
Dommersbach is een plaats in de Duitse gemeente Hellenthal, deelstaat Noordrijn-Westfalen, en telt 158 inwoners (2006).